# Peter Schlagheck
Peter Schlagheck (* 1970 in München) ist ein deutscher Physiker und Hochschullehrer für Theoretische Physik.

## Leben
Nach dem Abitur studierte Schlagheck an der  Technischen Universität München Physik. 1999 wurde er mit einer Arbeit über "Das Drei-Körper-Coulombproblem unter periodischem Antrieb" dort promoviert. Es folgte ein Forschungsaufenthalt an der Universität Paris-Süd in der Forschungsgruppe von Denis Ullmo. Von 2001 bis 2009 war Schlagheck Assistenz am Lehrstuhl von Klaus Richter an der Universität Regensburg. 2006 habilitierte er sich an der Universität Regensburg. 2009 erhielt er einen Ruf an die Universität Lüttich in Belgien.

## Werk
Schlagheck ist bekannt für seine Arbeiten zum  Quantentunneln und zum Transport ultrakalter Atome.